# Фестивал Дани оргуља
Дани оргуља (Dies organorum) је традиционални фестивал класичне музике који се од 2000. године сваког лета одржава у Катедрала Блажене Девице Марије у Београду. На фестивалу учествују реномирани европски и домаћи оргуљаши, изводећи репертоар за оргуље највећих светских композитора, од ренесансе до музике 20. века. Фестивал подржава Министарство културе и информисања Републике Србије.

## Историја
Године 2000, заслугом Антона Хочевара, тадашњег жупника цркве Криста Краља, катедрала је добила нове оргуље, чувене Занинове оргуље. Инструмент има 49 регистара, три мануала, педал, крешендо за целе оргуље, механичку трактуру с електронском меморијом за регистрацију идр. Благословио их је 24. септембра исте године 2000. Франц Перко, тадашњи београдски надбискуп. Нове оргуље имају изврсну основу за прављење звуковних комбинација сa којима овај инструмент може величанствено да учествује у пратњи литургује, хора, солиста, солистичких инструмената, а адекватан је и за концертно извођење старе, барокне, и музике новог века. Изузетно су вредан инструмент, један од најбољих и највећих на просторима бивше Југославије. Инструмент је израдила позната италијанска компанија Франческо Занин из Кодроипа код Удина једна од најстаријих радионици оргуља у Италији, која се израдом овог инструмента бави више од 200 година.
Исте 2000. године покренут је међународни фестивал Дани оргуља у организацији Културног центра Београд, који се у катедрали традиционално одржава сваке године. Фестивал је покренут заслугом тадашње шефице музичког програма Културног центра Београда Нене Михајловић Влајковић. Она је схватила колико је овај инструмент значајан, јер као једини такав у Србији омогућава извођење програма различитих музичких раздобља, од ренесансне и барокне, до романтике и музике новог века.

## Програм фестивала
На фестивалу учествују реномирани европски и домаћи оргуљаши, који током више целовечерњих концерата, демонстрирају величанственост звука овог инструмента, изводећи репертоар за оргуље највећих светских композитора, од ренесансе до музике 20. века. Последњих година се у програму истражују и оне форме у којима се оргуљска музика преплиће са другим уметностима, облицима музицирања. Саставни део Фестивала чине предавања и мајсторски курсеви за студенте оргуља у региону које воде сами извођачи, као и повремени концерти за децу. На 5. фестивалу, 2005. године започет је и програм камерне музике, који је постао традиционалан. Конципирање и припрема програма припали су домаћим музичарима. Први концерт ове програмске линије одржале су Лана Јеленковић, Милица Сабљић и Бранка Ђорђевић 26. јуна 2005. године, на отварању Фестивала.